# Francis Buchholz
Francis Buchholz (ur. 19 lutego 1954 w Hanowerze) – niemiecki muzyk rockowy, basista; w latach 1973–1992 grał w zespole Scorpions. Nagrał z nimi m.in. takie utwory jak „Wind of Change” czy „Send Me an Angel”.
Buchholz karierę muzyczną rozpoczął w zespole Dawn Road, w którym udzielali się również Uli Jon Roth, Jurgen Rosenthal oraz Achim Kirschining. W 1973 roku wraz z Rothem i Rosenthalem dołączył do Scorpions. Jego gra była przez lata 70. dość wyrazista (albumy Fly to the Rainbow, In Trance i Virgin Killer). Po odejściu Rotha z zespołu Scorpions gra prezentowała niższy poziom. W 1992 roku Buchholz został wyrzucony ze względu na malwersacje finansowe, jakich się dopuścił. Sprawa ta znalazła się w sądzie w Teksasie. Na miejsce Buchholza przybył Ralph Rieckermann.